# Airblue
Airblue è una compagnia aerea privata con sede a Karachi, Pakistan. È la seconda più grande compagnia aerea del Pakistan, con oltre il 30% la quota di mercato interno. Airblue effettua voli di linea che operano oltre 30 servizi giornalieri che collegano sette destinazioni nazionali e internazionali a Dubai, Abu Dhabi, Sharjah, Mascate e Manchester.
La compagnia ha trasportato oltre 1,4 milioni di passeggeri su voli nazionali nel 2007 arrivando al primo posto tra le compagnie aeree pakistane. Ha base principale presso l'Aeroporto Internazionale Jinnah di Karachi.

## Storia
La compagnia aerea è stata istituita nel 2003 e ha iniziato le sue operazioni il 18 giugno 2004, con 3 Airbus A320-200 con rotta Karachi-Lahore e Karachi-Islamabad, con tre voli giornalieri in ciascuna direzione. La compagnia aerea è stata inaugurata dal primo ministro del Pakistan, Shaukat Aziz.
Durante il primo anno la compagnia aerea è diventata molto popolare, tanto che ha avuto la possibilità di competere direttamente con il vettore di bandiera Pakistan International Airlines e altri due vettori privati. Ciò ha consentito al vettore di espandersi in altre città del Pakistan compreso Peshawar, Quetta e Nawabshah. Il 14 agosto 2005, Airblue ha lanciato il suo primo volo internazionale da Karachi a Dubai.
Il 22 marzo 2006 ha festeggiato il primo milione di passeggeri: al fortunato viaggiatore, Haroon Siddique, è stato dato un biglietto di andata e ritorno gratuito.

## Identità aziendale

### Divisione Cargo
Airblue ha lanciato la e-Cargo, nata per soddisfare i mercati del trasporto aereo in Pakistan, Emirati Arabi Uniti e Regno Unito. La divisione cargo intende ampliare il servizio offrendo una prenotazione online, garantendo dunque prezzi più accessibili.

## Flotta

### Flotta attuale

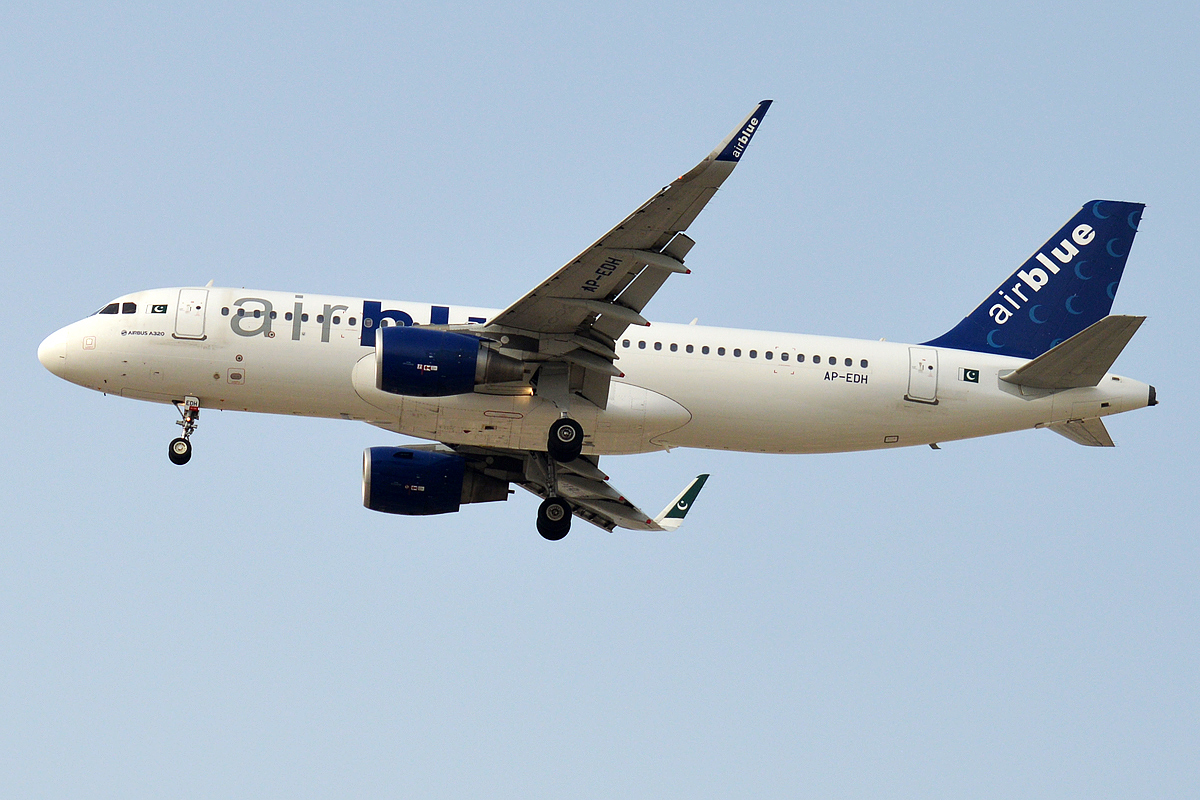
Un Airbus A320-200.

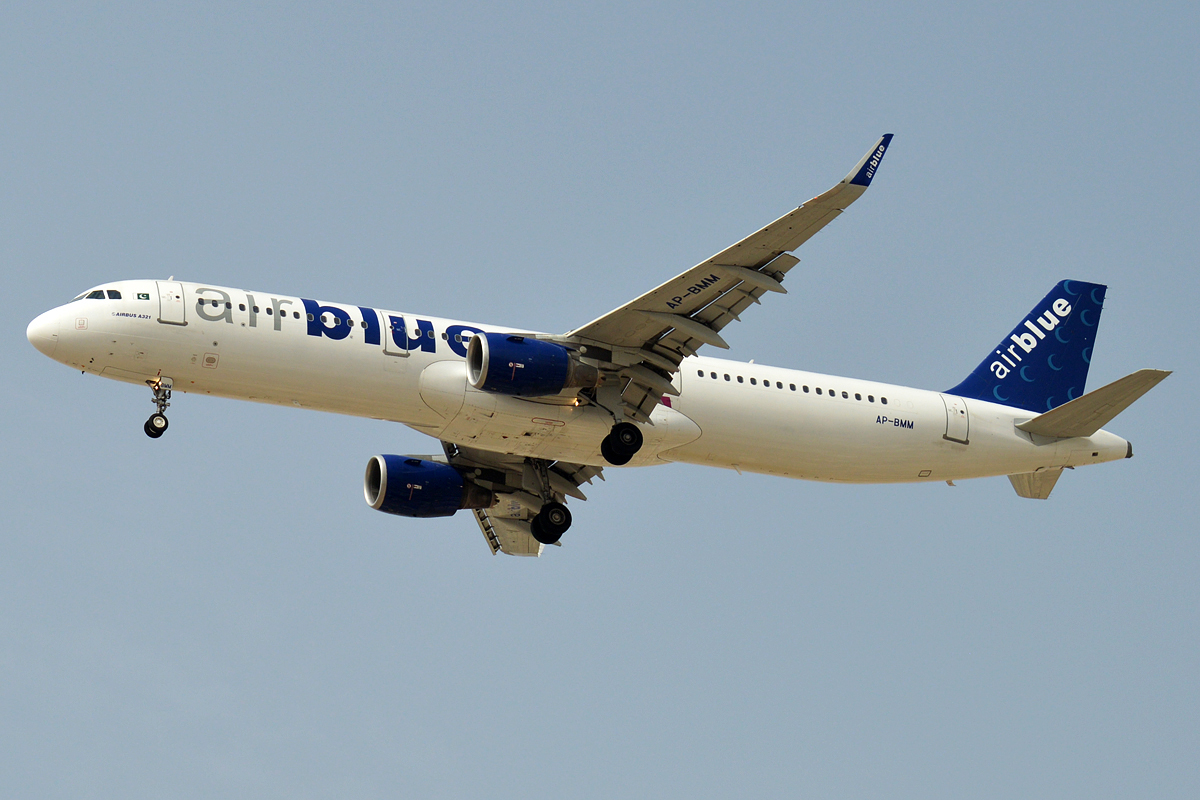
Un Airbus A321-200.

Ad aprile 2024, la flotta di Airblue è così composta:

### Flotta storica
Nel corso degli anni, Airblue ha operato con i seguenti aeromobili:

## Incidenti
- Il 28 luglio 2010 il volo 202 della compagnia Airblue, con a bordo 146 passeggeri e 6 membri dell'equipaggio, partito da Karachi e diretto a Islamabad, si è schiantato contro le colline di Margalla Hills a circa 30 km dalla capitale pachistana. Il velivolo, un Airbus A321 costruito nel 2000, marche AP-BJB, nr. di costruzione 1218, era utilizzato da Airblue in leasing dall'inizio del 2006, aveva accumulato 34.000 ore di volo in 13.500 voli effettuati. Causa dell'incidente potrebbe essere stato il maltempo, non vi sono stati superstiti.[2]